# Futbol Club Barcelona Bàsquet 2000-2001
Questa voce raccoglie le informazioni riguardanti il Futbol Club Barcelona Bàsquet nelle competizioni ufficiali della stagione 2000-2001.

## Stagione
La stagione 2000-2001 del Futbol Club Barcelona Bàsquet è la 43ª nel massimo campionato spagnolo di pallacanestro, la Liga ACB.

## Roster
Aggiornato al 12 novembre 2021.
| FC Barcelona 2000-01 | FC Barcelona 2000-01 |
| Giocatori            | Staff tecnico        |
| -------------------- | -------------------- |

| N. | Naz.                                       | Ruolo | Nome                     | Anno | Alt.   | Peso   |  |
| -- | ------------------------------------------ | ----- | ------------------------ | ---- | ------ | ------ |  |
| 5  | Spagna (bandiera)                          | P     | Nacho Rodríguez          | 1970 | 186 cm | 84 kg  |  |
| 6  | Libano (bandiera) · Stati Uniti (bandiera) | C     | Rony Seikaly             | 1965 | 210 cm | 115 kg |  |
| 6  | Stati Uniti (bandiera)                     | P     | Michael Hawkins          | 1972 | 182 cm | 83 kg  |  |
| 7  | Spagna (bandiera)                          | AP    | Rodrigo de la Fuente (C) | 1976 | 200 cm | 96 kg  |  |
| 8  | Jugoslavia (bandiera)                      | C     | Zoran Savić              | 1966 | 205 cm | 116 kg |  |
| 9  | Paesi Bassi (bandiera)                     | C     | Francisco Elson          | 1976 | 211 cm | 106 kg |  |
| 10 | Francia (bandiera)                         | AP    | Alain Digbeu             | 1975 | 198 cm | 95 kg  |  |
| 11 | Spagna (bandiera)                          | G     | Juan Carlos Navarro      | 1980 | 192 cm | 82 kg  |  |
| 12 | Spagna (bandiera)                          | C     | Roberto Dueñas           | 1975 | 221 cm | 141 kg |  |
| 13 | Lituania (bandiera)                        | P     | Šarūnas Jasikevičius     | 1976 | 194 cm | 90 kg  |  |
| 14 | Grecia (bandiera)                          | C     | Euthymīs Rentzias        | 1976 | 212 cm | 116 kg |  |
| 16 | Spagna (bandiera)                          | C     | Pau Gasol                | 1980 | 214 cm | 110 kg |  |
| 17 | Spagna (bandiera)                          | A     | César Bravo              | 1981 | 200 cm |        |  |
| 17 | Spagna (bandiera)                          | P     | Xavier Puyada            | 1981 | 185 cm |        |  |
| 19 | Lituania (bandiera)                        | AP    | Artūras Karnišovas       | 1971 | 204 cm | 103 kg |  |
| -  | Spagna (bandiera)                          | C     | Miguel Angel Beltrán     | 1981 | 206 cm |        |  |

| Allenatore                                                         |
| - Aíto García Reneses                                              |
| Assistente/i                                                       |
| - Joan Montes Legenda - (C) Capitano - (IN) Inattivo - Infortunato |

## Mercato

### Sessione estiva
| Acquisti | Acquisti             | Acquisti          | Acquisti   | Acquisti |
| R.a      | Nome                 | da                | Modalità   |          |
| -------- | -------------------- | ----------------- | ---------- | -------- |
| P        | Šarūnas Jasikevičius | Olimpija Lubiana  | definitivo |          |
| AP       | Artūras Karnišovas   | Fortitudo Bologna | definitivo |          |
| C        | Rony Seikaly         | Free agent        | definitivo |          |

| Cessioni | Cessioni         | Cessioni      | Cessioni          | Cessioni |
| R.       | Nome             | a             | Modalità          |          |
| -------- | ---------------- | ------------- | ----------------- | -------- |
| A        | Milan Gurović    | AEK Atene     | fine contratto    |          |
| P        | Anthony Goldwire | K.C. Knights  | fine contratto    |          |
| AG       | Marcelo Nicola   | Pall. Treviso | riscatto prestito |          |
| AC       | Derrick Alston   | Valencia      | fine contratto    |          |
| C        | Alfons Alzamora  | Lleida        | fine contratto    |          |

### Dopo l'inizio della stagione
| Acquisti | Acquisti        | Acquisti          | Acquisti      | Acquisti   |
| R.       | Nome            | da                | Data          | Modalità   |
| -------- | --------------- | ----------------- | ------------- | ---------- |
| C        | Zoran Savić     | Free agent        | gennaio 2001  | definitivo |
| P        | Michael Hawkins | S. Falls Skyforce | febbraio 2001 | definitivo |

| Cessioni | Cessioni     | Cessioni | Cessioni     | Cessioni |
| R.       | Nome         | a        | Data         | Modalità |
| -------- | ------------ | -------- | ------------ | -------- |
| C        | Rony Seikaly |          | gennaio 2001 | ritirato |